# Giuseppe Balzano
Giuseppe Balzano o Balsano (La Valletta, 9 settembre 1616 – Minervino Murge, 23 febbraio 1700) è stato un compositore maltese.

## Biografia
Dopo essere stato ordinato sacerdote nel 1640 a Catania, diventò maestro di cappella della Cattedrale di Mdina nel 1661. Conservò questa posizione fino al 1699, con l'eccezione dei periodi 1665-9 e 1673-4, durante i quali si recò a Napoli per perfezionarsi musicalmente.
Nonostante i numerosissimi lavori (inventariati nel 1707) da lui composti, solo in pochi s'intravede un elevato livello di competenza tecnica (i quali seguono lo tipico stile polifonico del XVI secolo).

## Lavori
- 18 Messe
- 64 Salmi
- 32 Inni
- Responsorii dei morti
- 2 Dialoghi
- 32 Mottetti
- Altri lavori sacri minori